# یورگن پومرنکه
یورگن پومرنکه (به آلمانی: Jürgen Pommerenke) بازیکن فوتبال و هافبک اهل آلمان شرقی بود که از سال ۱۹۷۲ میلادی عضو تیم ملی فوتبال آلمان شرقی بوده‌است. وی در ۵۷ بازی ملی حضور داشته و در بازی‌های ملی‌اش ۳ گل به ثمر رساند. یورگن پومرنکه آخرین بازی ملی خود را در سال ۱۹۸۳ میلادی انجام داد.